# 1970年臺灣
|        | 臺灣歷史 \| 台灣歷史年表 |
| 世纪： | 19世纪臺灣 \| 20世纪臺灣 \| 21世纪臺灣 |
| 年代： | 1940年代臺灣 \| 1950年代臺灣 \| 1960年代臺灣 \| 1970年代臺灣 \| 1980年代臺灣 \| 1990年代臺灣 \| 2000年代臺灣                                           |
| 年份： | 1965年臺灣 \| 1966年臺灣 \| 1967年臺灣 \| 1968年臺灣 \| 1969年臺灣 \| 1970年臺灣 \| 1971年臺灣 \| 1972年臺灣 \| 1973年臺灣 \| 1974年臺灣 \| 1975年臺灣 |
| 纪年： | 庚戌年（狗年）、中華民國59年 |

## 政府

### 國家正副元首

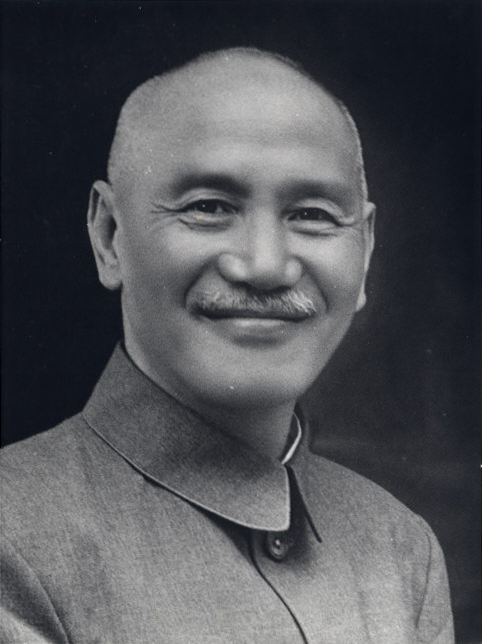
總統：蔣中正
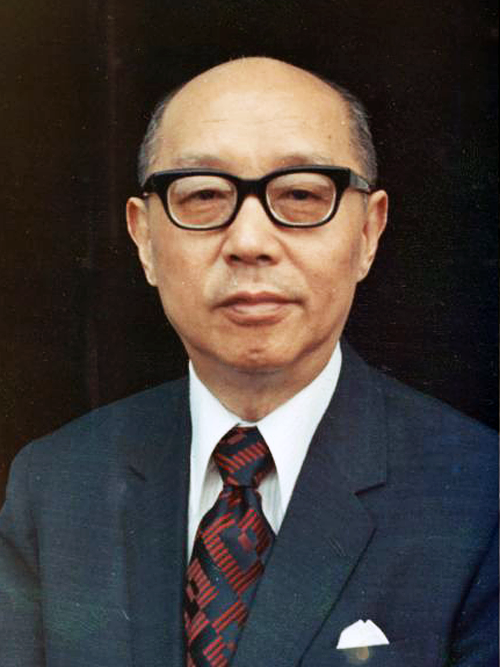
副總統：嚴家淦

### 五院首長

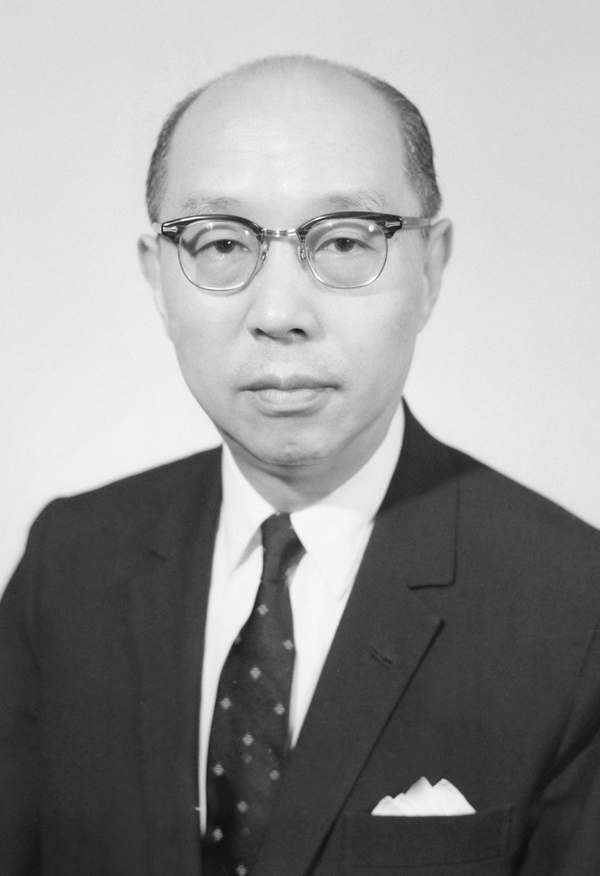
行政院院長：嚴家淦（副總統兼任）
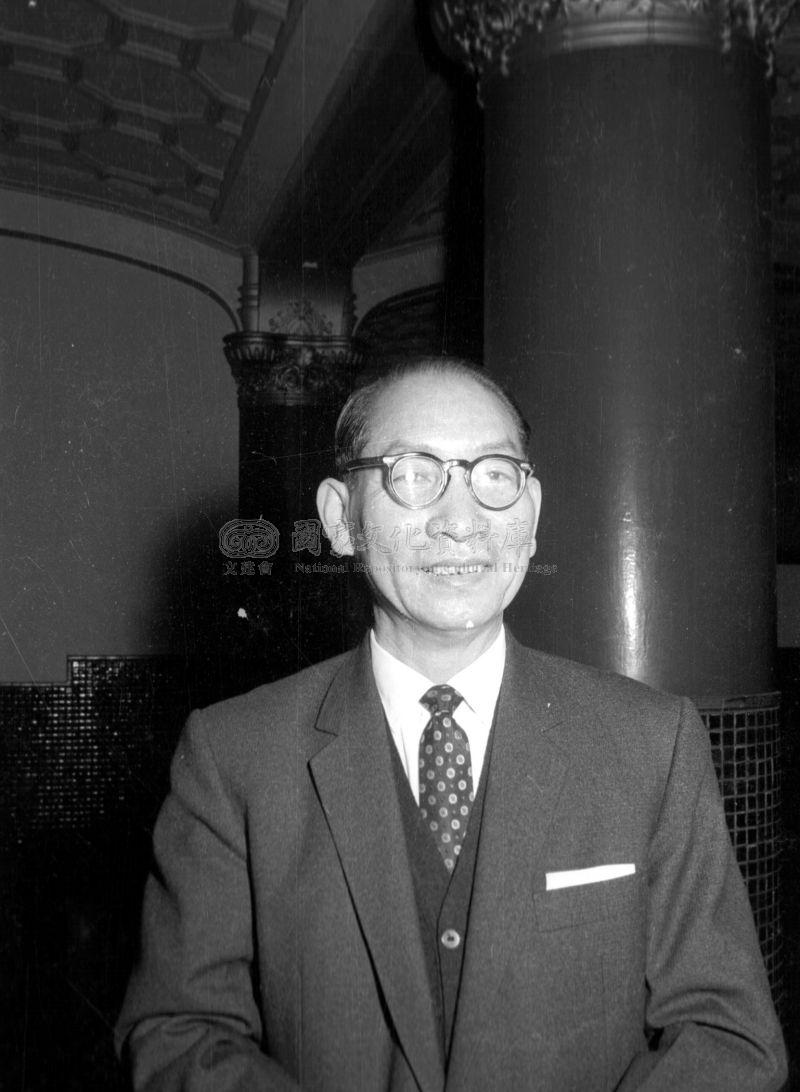
立法院院長：黃國書
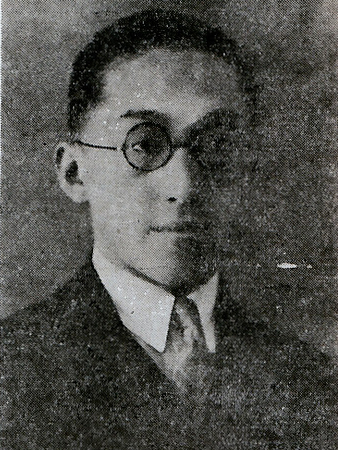
司法院院長：謝冠生
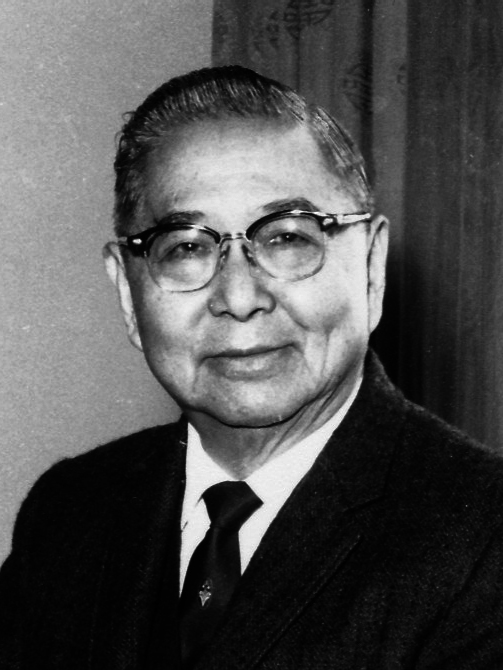
考試院院長：孫科
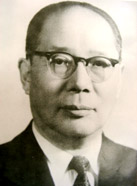
監察院院長：李嗣璁

### 省政府主席

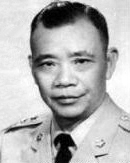
臺灣省政府主席：陳大慶
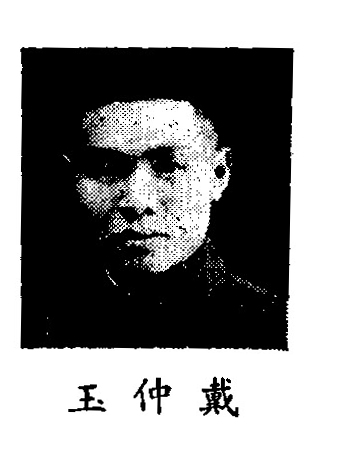
福建省政府主席：戴仲玉

## 大事記

### 1月

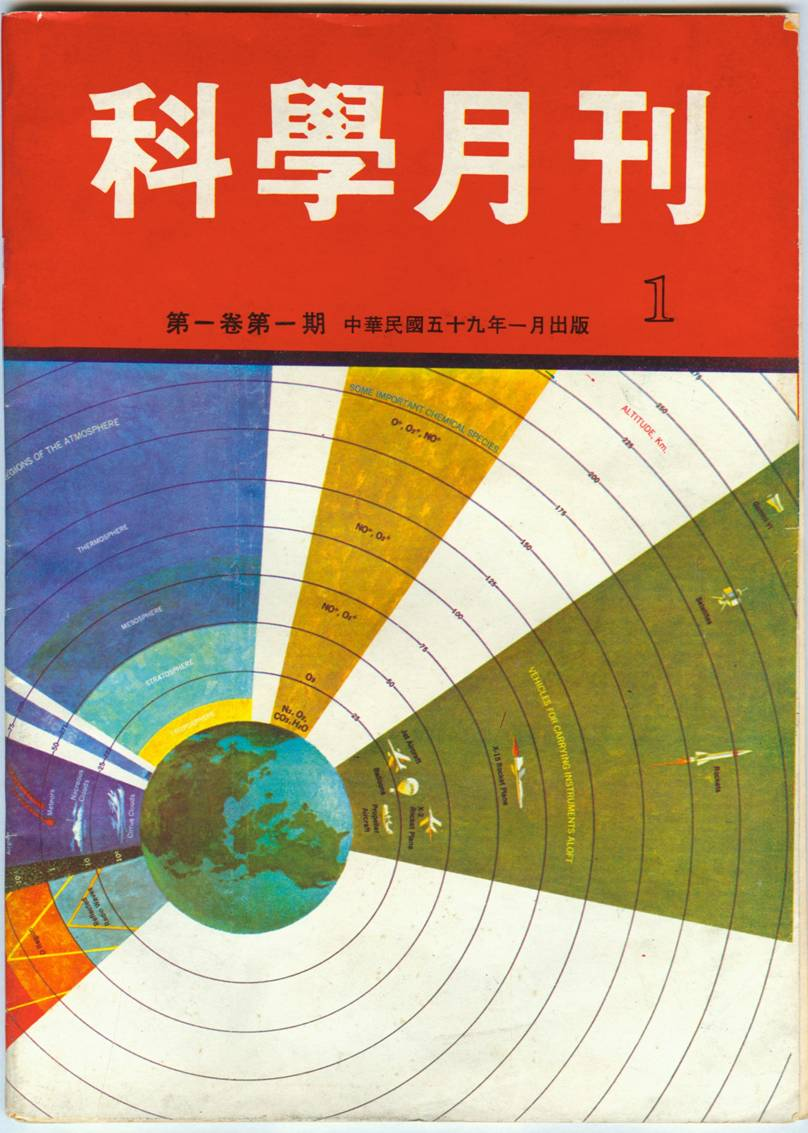
《科學月刊》創刊號。

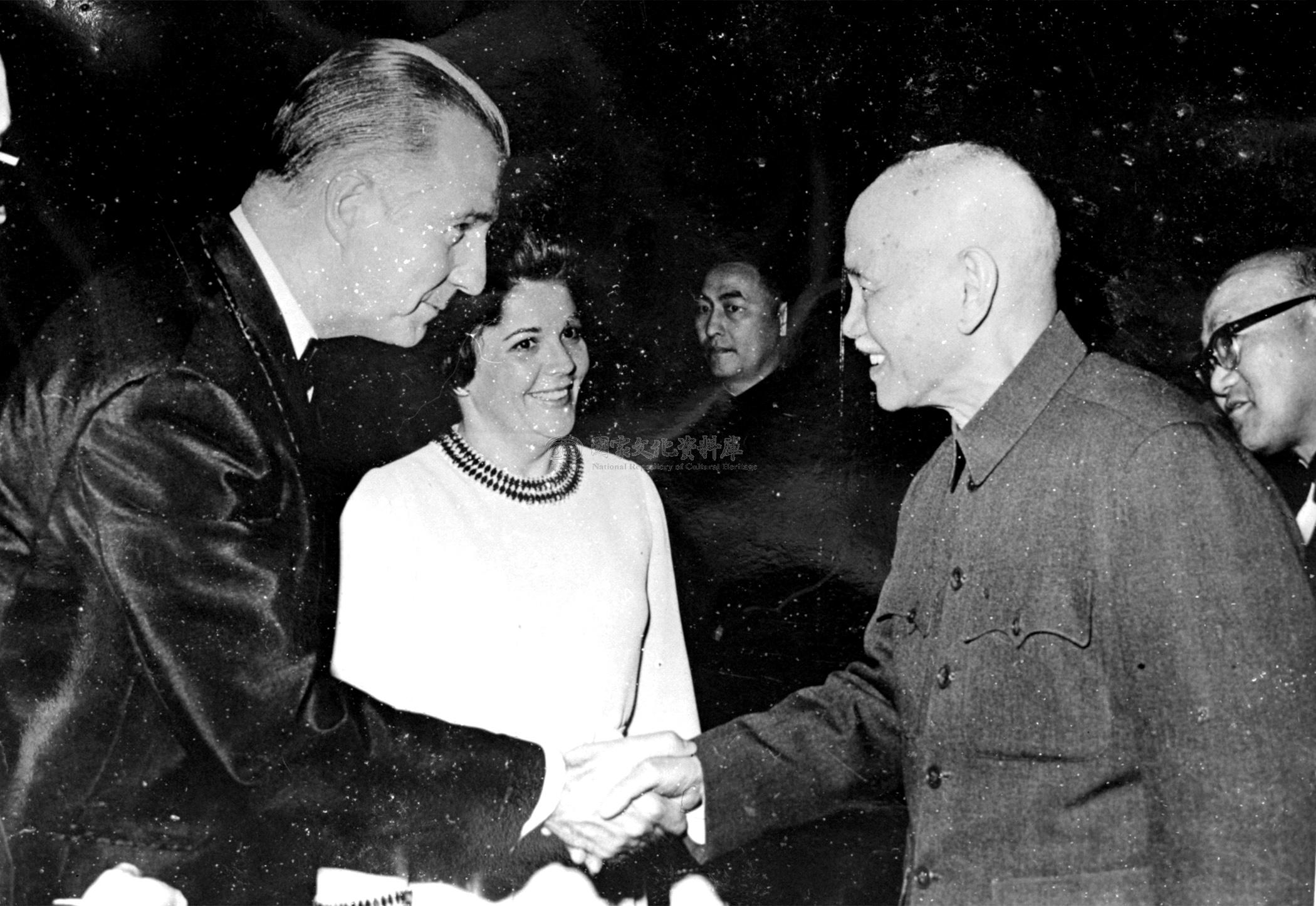
1970年1月2日，蔣中正總統暨夫人接見美國副總統安格紐夫婦。

- 蔣介石接見日本外籍記者訪問團時鄭重指出：不論任何國家的政策如何轉變，我保衛自由與安全的立場將永不改變[1]:123。並正告日本人民，中共圖赤化日本，必須分清敵友[1]:123。
- 1月1日——《科學月刊》創刊（由留美學生創辦，在臺灣發行。）[2]:784。
- 1月2日——美國副總統安格紐訪問臺灣，保證美國堅守對各同盟國所作之一切承諾（1月3日，離開臺灣。）[2]:784。
- 1月3日——前臺灣大學政治系主任彭明敏偷渡出境（1月31日，警備總司令部通緝。1991年6月，最高檢察署宣布撤銷通緝令。）[2]:784。
- 1月5日——改制後之臺北市議會舉行第一屆第一次大會[2]:784。
- 1月9日——外交部重申，反對美國與中共舉行華沙會談（1月20日，美國與中共在華沙恢復「大使級」會談。）[2]:784。
- 1月11日——行政院新聞局表示，國軍退除役官兵輔導委員會15年來安置國軍退除役官兵就業18萬5,833人[2]:784。
- 1月14日——1969年度對外貿易總額逾22億美元，對日本貿易逆差達3億美金[2]:784。
- 1月15日——美國重申支持政策，警告中共勿企圖侵犯金門、馬祖，並說明與中共會談動機；美國、日本、歐洲、加拿大四個海外獨立運動團體與臺灣自由聯盟共同組成世界性臺灣獨立聯盟，總部設在紐約，成立宣言聲明「臺灣人命運應由臺灣人決定」，堅決反對「一個中國」或「二個中國」之政策[2]:784。
- 1月19日——駐日大使彭孟緝向日本外相愛知揆一表示，日本與中共之貸款貿易損害臺、日邦交（1月23日，日本表示不與中共舉行「大使級」會談，也不動用輸出入銀行資金以加強中共、日本貿易。）[2]:784。
- 1月23日——1949年3月後接運抵臺反共義胞達15萬4,415人[2]:784。
- 1月31日——美國國防部宣布，贈F-100型軍刀式戰鬥轟炸機34架[2]:784。

### 2月

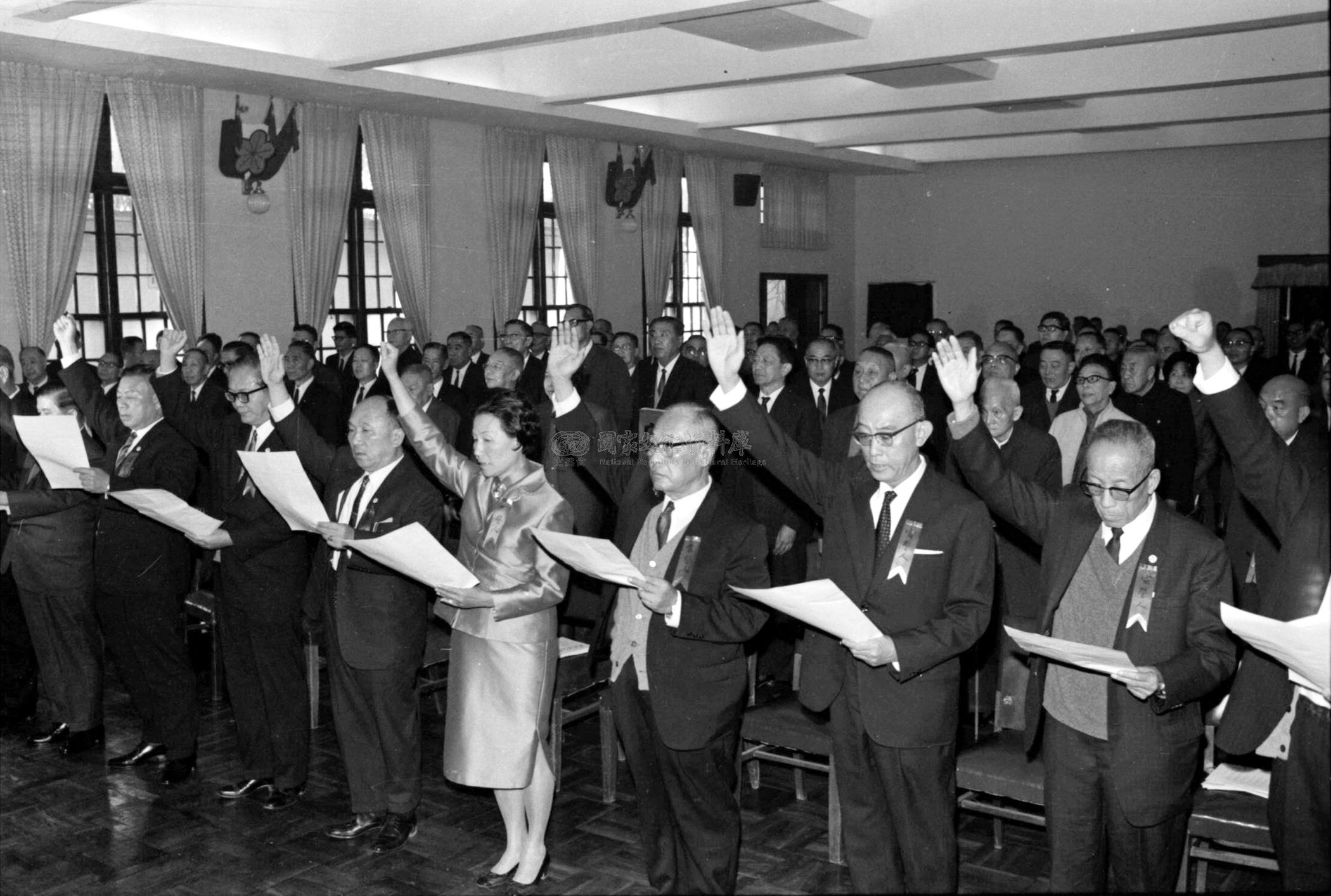
1970年2月24日，第一屆增補選立法委員11名進行宣誓就職。

- 2月1日——中國民主社會黨成立國會議員聯合會；中華航空公司「中美航線」舉行首航典禮；日本首相佐藤榮作重申，反對「兩個中國」政策[2]:784。
- 2月5日——紀政以6秒5成績創50碼低欄世界紀錄（2月22日，以6秒9成績，打破女子50公尺低欄世界紀錄。）[2]:785。
- 2月8日——泰源事件。
- 2月13日——特派駐美大使周書楷為出席建立國際電信衛星公司確定辦法會議全權代表[2]:785。
- 2月24日——第一屆增補選立法委員11名宣誓就職（1969年12月20日，增補選。）[2]:785。
- 2月26日——行政院決定，興建南北高速公路（1971年8月14日，動工。1974年7月29日，第一階段三重至中壢段通車。1978年10月31日，國道1號高速公路全線（基隆至高雄）通車，全長372.7公里。1979年4月19日，更名為「中山高速公路」。）[2]:785。
- 2月28日——「第十八屆中日香蕉貿易會議」破裂（因日本不接受蕉業界所提輸往日本香蕉數量及價格；3月2日，外交部照會日本政府，促請實施蕉貿自由化。）；中國電視公司製作之臺灣首部電視劇「晶晶」播映完畢[2]:785。

### 3月

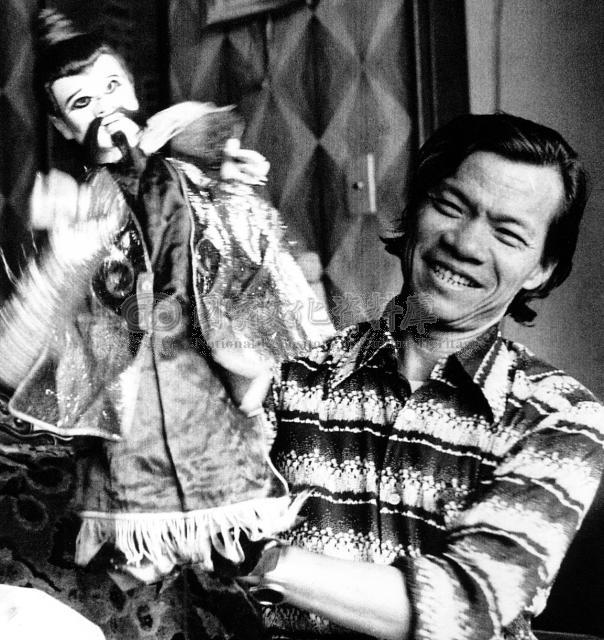
黃俊雄與「雲州大儒俠」的戲偶劉三。

- 3月1日——臺灣電視公司播出黃俊雄製作之布袋戲「雲州大儒俠」[2]:786。
- 3月2日——經濟部長孫運璿表示，1969年國民總生產額達新臺幣1,904億元，較17年前增10倍[2]:786。
- 3月4日——特派經濟合作委員會秘書長費驊為聯合國亞洲暨遠東經濟委員會第二十六屆大會首席代表（4月13日，率團起程。）[2]:786。
- 3月10日——新任美國第七艦隊司令韋斯納中將就任[2]:786。
- 3月16日——陸軍憲兵撤銷「團」編制，改編成「指揮部」[2]:786。
- 3月29日——中國國民黨第十屆二中全會揭幕（3月31日，閉幕。通過「現階段農村經濟建設綱領案」，目標為加速農業現代化，增加農業經營收益及促進鄉村都市化。）[2]:786。

### 4月

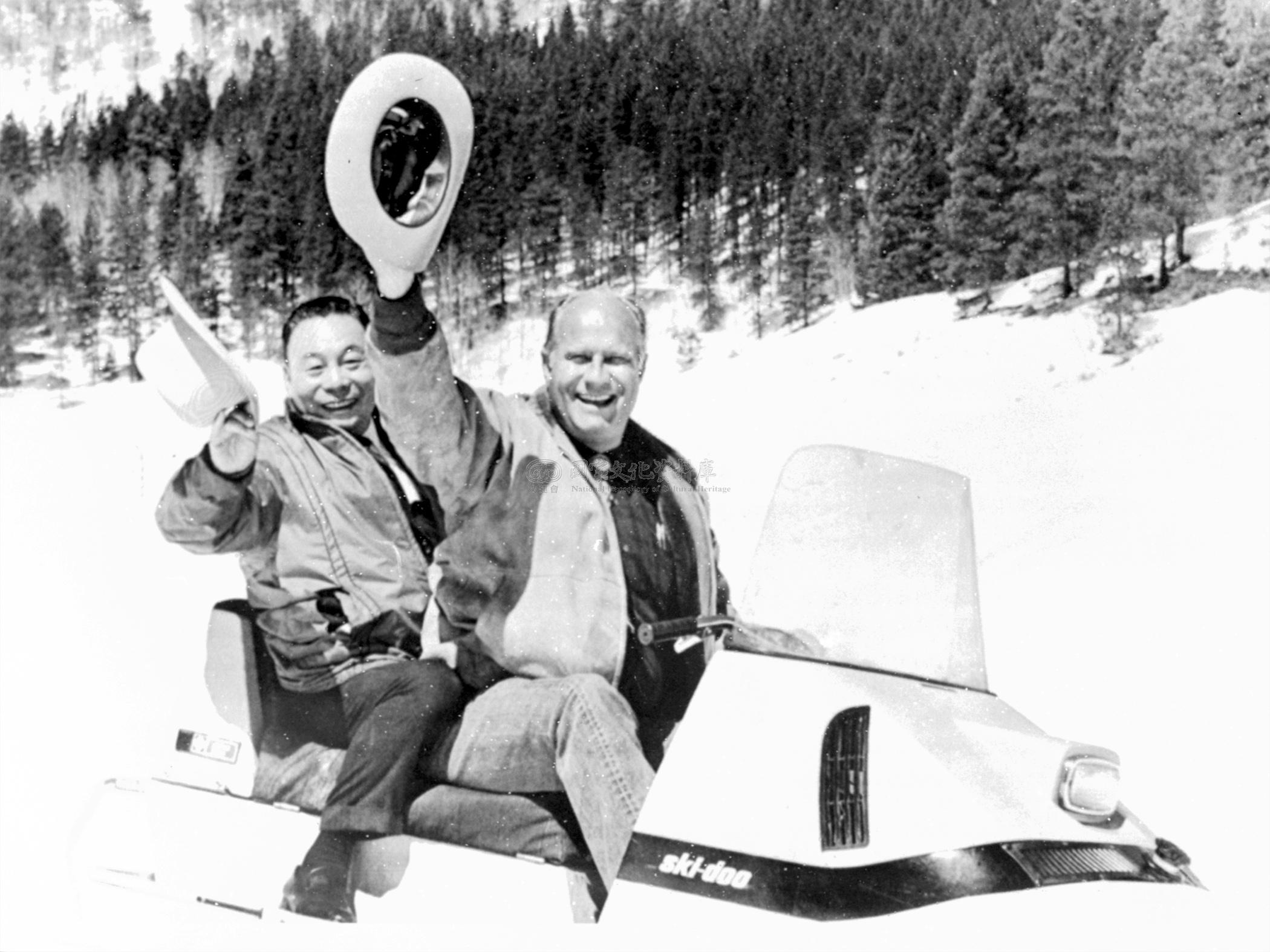
美國國務卿羅吉斯與行政院副院長蔣經國一同乘坐雪車。

- 4月3日——「中華民國大陸災胞救濟總會」成立20年，救濟難胞160萬人[2]:786。
- 4月5日——中視綜藝節目歡樂假期開播[3]。
- 4月7日——與越南共和國、大韓民國舉行第八屆中央銀行總裁會議。[2]:786-787。
- 4月12日——金門夏墅崗鄭成功祖墳營建竣工[2]:787。
- 4月16日——行政院增設國民輔導委員會，統籌辦理國民就業工作[2]:787。
- 4月18日——行政院副院長蔣經國赴美國訪問10天（4月20日，抵達華盛頓；4月21日，與美國國務卿羅吉斯會談；4月24日，美國國務院發表蔣經國訪美聲明，強調「中美雙方現有的密切合作關係」；5月1日，返回臺灣。）[2]:787。在蔣經國訪美之前，「臺灣獨立聯盟」主席蔡同榮致函美國總統尼克森，要求其停止對「蔣家政權」的援助[4]。蔣經國抵達洛杉磯時，臺灣獨立聯盟即揭開反對蔣經國訪美的示威遊行。
- 4月20日——特派駐玻利維亞大使何鳳山，為互換與玻利維亞共和國間文化專約批准書全權代表[2]:787。蔣經國到達華盛頓郊外的安德魯斯空軍基地時，60位臺灣獨立聯盟成員即手持「我們就是臺灣」及「臺灣要自決與自由」標語，並高喊口號。
- 4月21日——美國總統尼克森重申，美國對條約義務之堅定立場（4月22日，對行政院副院長蔣經國強調，美方必履行承諾。）[2]:787。
- 4月24日——蔣經國在美國遭臺灣獨立聯盟成員黃文雄、鄭自才（財）行剌未果（5月18日，鄭被以非法持有武器，企圖謀殺罪起訴。）[2]:787。
- 4月28日——秘魯總理孟達略（西班牙语：Ernesto Montagne Sánchez）訪問臺灣（5月2日離開臺灣，雙方發表聯合公報。）[2]:787[5]。

### 5月

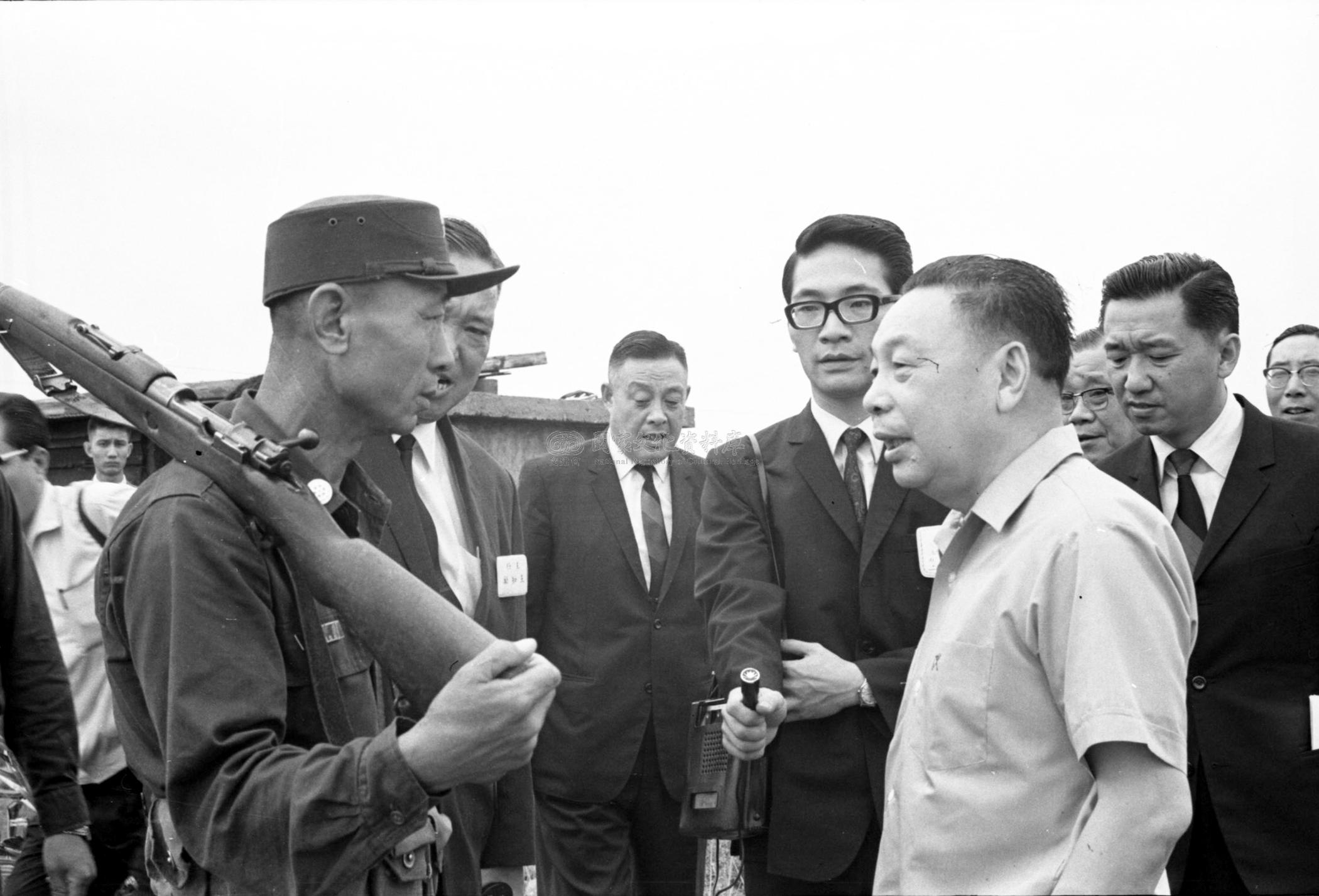
1970年6月5日，行政院副院長蔣經國前往梧棲巡視台中港籌建情形。

- 5月2日——美國國防部宣布，鮑伯格（Walter H. Baumberger）中將繼任美軍協防臺灣司令[2]:787。
- 5月6日——特任錢思亮為中央研究院院長（6月4日，就職。）；僑務委員會統計本年回臺升入大專院校僑生共1,889人[2]:787。
- 5月7日——梧棲國際港定名為「臺中港」（1971年2月1日，臺中港工程局成立。1973年10月31日，臺中港第一期工程開工。1976年10月31日，竣工通航。）[2]:787。
- 5月8日——與大韓民國換文修正空運臨時協定；新任英國駐淡水領事戴斐（Thomas Dussy）抵達臺灣履任[2]:787。
- 5月9日——日本首相佐藤榮作表示，不贊成「兩個中國」，稱「中華民國為代表中國的唯一合法政府」[2]:788。
- 5月13日——中華民國奧林匹克委員會副會長徐亨，膺選為國際奧林匹克委員會委會[2]:788。
- 5月20日——特任何鳳山為駐哥倫比亞共和國大使、魏濟民為駐委內瑞拉共和國大使、曾憲揆為駐玻利維亞共和國大使（8月17日，曾憲揆呈遞到任國書。）[2]:788。
- 5月28日——立法委員郭國基病逝（臺灣屏東人，歷任臺灣省參議會議員、臺灣省臨時省議會議員、臺灣省議會議員、第一屆增額立法委員。）[2]:788。

### 6月

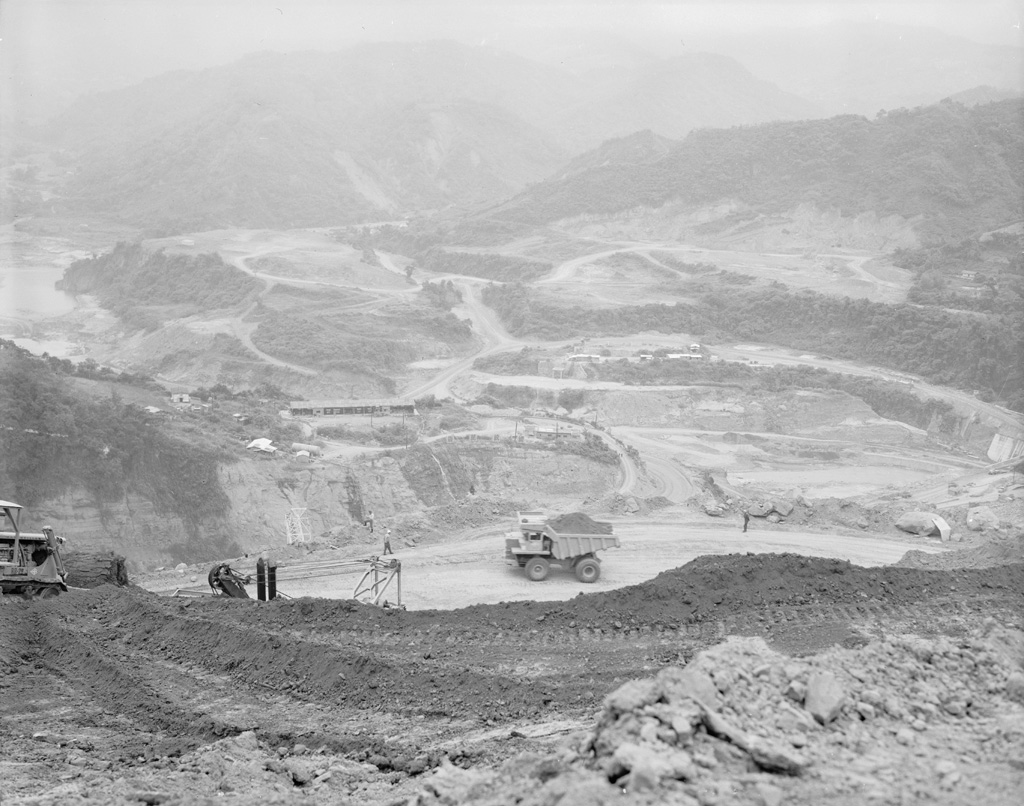
興建中的曾文水庫。

- 6月1日——教育部訂定「加強民族精神教育計畫」，以「明恥教學」為施教重心[2]:788。
- 6月3日——特派外交部次長楊西崑為中華民國訪問非洲各國特使[2]:788。
- 6月7日——曾文水庫大壩開工（1973年10月28日，竣工。1974年4月11日，灌溉農田7萬餘公頃，累計發電量1億200萬度。）[2]:788。
- 6月8日——高速公路工程局成立，胡美璜任局長（1978年11月1日，改制為高速公路局）[2]:788。
- 6月13日——紀政以10秒創百碼及22秒7創220碼兩項徑賽世界紀錄[2]:789。
- 6月14日——外交部長魏道明率赴紐西蘭出席第五屆亞洲太平洋理事會部長級會議（6月17日，開幕。）[2]:789。
- 6月18日——特任黎玉璽為駐土耳其大使（6月25日，呈遞到任國書）、趙金镛為駐馬拉威共和國大使（8月21日，呈遞到任國書）、廖仲琴為中非共和國大使（8月21日，呈遞到任國書）[2]:789。
- 6月22日——派駐烏拉圭大使胡世熙為與烏拉圭共和國簽署商務協定全權代表[2]:789。
- 6月29日——特任賴名湯為參謀總長、高魁元為總統府參軍長[2]:789。

### 7月

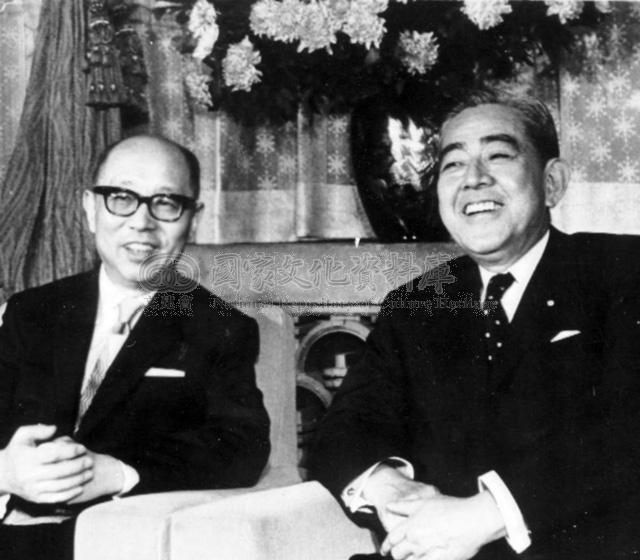
1970年7月6日，嚴家淦副總統赴日與日本首相佐藤榮作會談。

- 7月1日——特任王任遠為司法行政部長（7月10日，就職。）；財政部稅制委員會成立（前身為財政部稅制改革委員會）；中華民國對外貿易發展協會成立[2]:789。
- 7月3日——「第四屆中日貿易策進會」在日本東京舉行[2]:789。
- 7月4日——紀政在第四十七屆全美女子田徑賽以22秒6打破220碼世界紀錄（7月12日，在西德以22秒4創女子200公尺短跑世界紀錄；12月11日，在亞運會100公尺決賽中，以11秒6佳績獲得金牌。）[2]:789。
- 7月6日——副總統嚴家淦赴日本訪問，與日本首相佐藤榮作討論中日有關問題（7月7日，日本天皇裕仁接見嚴家淦；7月12日，返回臺灣。）；「中日合作策進委員會第十五次全體會議」在東京揭幕，國民大會憲政委員會副主任委員谷正綱代表出席（7月8日，閉幕。）[2]:789。
- 7月21日——美國參議院發表駐臺大使馬康衛證詞：「中華民國對亞洲和平發展擔當重要角色」，「中美協防條約」符合美國利益[2]:789。
- 7月22日——行政院通過，凡接受中共周恩來四條件之日本商社，即停止與其貿易（9月26日，又決定，任何接受中共周恩來四條件外商，即與其斷絕貿易關係。）[2]:789-490。

### 8月

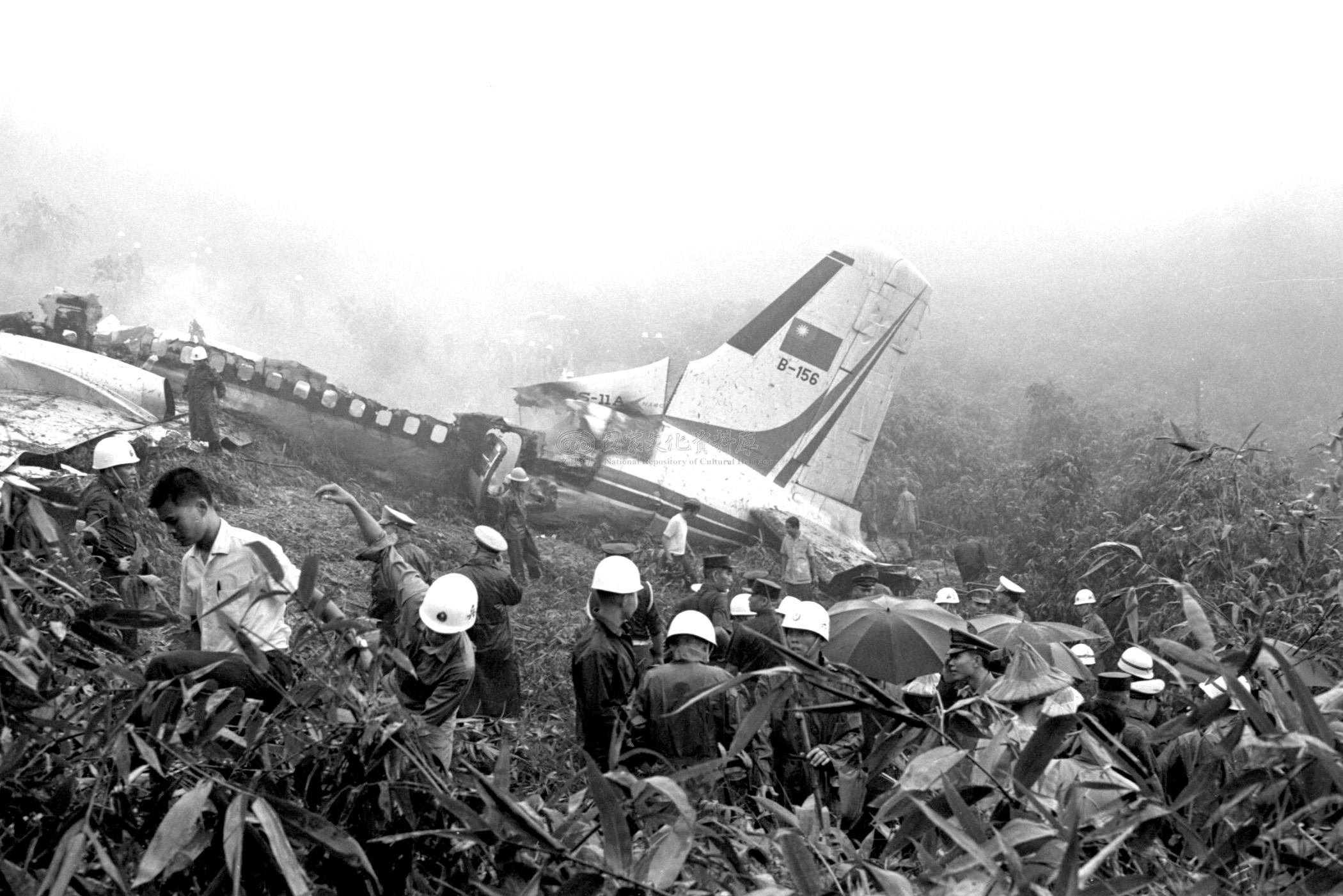
中華航空206號班機殘骸。

- 8月12日——發生中華航空206號班機空難。

### 10月
- 10月12日——發生台南美新處爆炸事件。
- 10月13日——加拿大與中華人民共和國建交，[6]並與中華民國斷交。

### 11月
- 11月6日——與義大利斷交。
- 11月12日——蔣中正於陽明山中山樓演說，稱中華文化「無人可以毁滅」[7][8]。

## 出生
参见： 1970年出生
- 1月1日——柯富揚：中醫師。
- 1月2日——陳若萍：演員。
- 1月3日——林知延：銀行家，是吳欣盈之夫。
- 1月6日——白昆弘：棒球捕手。
- 1月8日——瞿友寧：導演、編劇。
- 1月11日——
  - 鄭芬芬：導演、編劇。
  - 黃紹庭：政治人物。
- 1月14日——張綱維：企業家，曾任遠東航空董事長。
- 1月23日——嚴詠能：歌手。
- 2月1日——蔡佩瑾：教師、導演，是藍天空劇團團長，曾任青年高中影劇科教師。
- 2月3日——連勝文：企業家，是連戰之子，曾任悠遊卡公司董事長、摩根史坦利副總裁。
- 2月6日——吳國寶：政治人物。
- 2月11日——羅至中：導演。
- 2月21日——王惠珍：田徑運動員。
- 2月27日——
  - 秦楊：歌手、演員，以台灣霹靂火飾演「劉文聰」一角而爆紅。
  - 王文杉：企業家，是王惕吾之孫。
- 3月5日——蔡淑君：政治人物。
- 3月10日——陳麗娜：政治人物。
- 3月14日——柳廣輝：導演。
- 3月21日——周玉琴：新聞主播。
- 3月26日——羅智強：政治人物。
- 3月28日——錢怡君：記者、空服員，因大園空難而投入新聞工作，現為台中市政府顧問。
- 3月29日——郭昱晴：演員、主持人。
- 3月30日——王盛弘：作家。
- 4月12日——平秀琳：新聞主播。
- 4月14日——賀世芳：演員、配音員。
- 4月16日——蘇明淵：歌手。
- 4月22日——吳建恆：主持人。
- 4月23日——吳宜臻：律師、政治人物、廣播主持人。
- 4月28日——周文彬：男高音。
- 4月29日——楊嘉源：圍棋棋士，是移居日本的台灣棋士。
- 5月2日——陳嘉爵：記者。
- 5月7日——雷家聖：歷史學家。
- 5月8日——謝麗金：歌手、演員、主持人。
- 5月19日——錢人豪：導演、編劇。
- 5月21日——周怡怡：新聞主播。
- 5月23日——洪麗琴：足球守門員。
- 5月25日——陳揮文：記者、廣播主持人、時事評論家。
- 5月27日——彭啓明：教授、氣象主播、中華民國環境部第二任部長。
- 5月28日——張秀卿：歌手、主持人。
- 5月29日——
  - 明金成：演員、導演。
  - 蔡昌達：政治人物，曾任高雄市議會副議長。
- 6月1日——江秉穎：醫師。
- 6月3日——陳雪：小說家。
- 6月9日——民雄：歌手、演員、主持人。
- 6月11日——蔣篤慧：配音員。
- 6月17日——李貴富：政治人物。
- 6月20日——張庭：演員，是林瑞陽之妻。原在台灣出道並演出，現轉往中國大陸發展。
- 6月21日——黃膺勳：演員、主持人、電台DJ。
- 6月24日——王欣儀：政治人物。
- 6月25日——李雅芬：政治人物。
- 6月30日——陳俊明：足球教練。
- 7月9日——顧寶文：指揮家。
- 7月11日——潘翰聲：環保運動人士。
- 7月17日——陳孝萱：演員、主持人，是詹仁雄前妻。
- 7月19日——琇琴：歌手、演員、主持人，是錦繡二重唱成員之一。
- 7月20日——郭建盟：政治人物，是郭金發之子。
- 7月29日——陳毓襄：鋼琴家。
- 7月30日——謝美英：政治人物、講師、廣播主持人。
- 7月31日——潘恆旭：政治人物，曾任高雄市政府觀光局局長。
- 8月1日——王靜瑩：演員、模特兒。
- 8月6日——曾心梅：歌手。
- 8月8日——
  - 李宜潔：環保運動人士。
  - 褚志遠：棒球選手，現被終身禁賽。
- 8月11日——佳卉：歌手、演員，是憂歡派對成員之一。
- 8月12日——李倩萍：政治人物。
- 8月13日——
  - 陳敏薰：企業家，曾任開發金控董事長、台北101董事長、泰山企業獨立董事。
- 8月18日——馬國賢：歌手、諧星、演員、主持人，是紅孩兒成員之一。
- 8月21日——易水翔麟：漫畫家。
- 8月25日——
  - 黃杉楹：棒球選手。
  - 蔡宗雄：政治人物，曾任台北市政府文化局局長。
- 8月30日——林千鈺：演員，是焦恩俊之妻、石英之女。
- 9月5日——吳寶春：企業家、烘焙師，是吳寶春店創辦人，因2010年獲得《世界麵包大賽》冠軍而爆紅。
- 9月6日——張國煒：企業家、航空機師，是張榮發四子，為星宇航空創辦人。
- 9月9日——
  - 王世均：企業家，是洪曉蕾之父。
  - 洪正輝：漫畫家。
- 9月12日——范姜泰基：政治人物、演員、記者，曾任中華民國總統府發言人、研考會副主委。
- 9月22日——
  - 韓江：演員、導演、編劇。
  - 王淑娟：製作人、電視台台長。
- 9月23日——欒克勇：音樂製作人。
- 9月28日——
  - 王曉書：演員、主持人、手語翻譯家。
  - 李國璋：政治人物。
- 9月29日——阮昭雄：政治人物。
- 10月1日——
  - 陶敏嫻：配音員。
  - 謝明賢：教師。
- 10月12日——傅薇：歌手、主持人。
- 10月19日——
  - 吳永吉：歌手。
  - 賴俊祥：生物學家。
- 10月22日——宋志豪：牙醫師。
- 10月27日——
  - 蘇慧倫：歌手、演員。
  - 陸元琪：演員，是袁惟仁前妻。
- 10月30日——江宏恩：歌手、演員，是江振誠之兄。
- 10月31日——
  - 陳俊偉：企業家。
  - 吳奇隆：歌手、演員，是劉詩詩之夫，為小虎隊成員之一。原在台灣出道，現轉往中國大陸發展。
- 11月3日——洪健益：政治人物。
- 11月4日——黃建龍：柔道運動員。
- 11月5日——張明麗：環保運動人士。
- 11月10日——林玉紫：演員、電子花車女郎。
- 11月12日——陳美雅：政治人物。
- 11月13日——何豪傑：演員，是和家馨之夫，曾為87樂團鼓手。
- 11月14日——蔣耀賢：藝術策展人、文史工作者、社會運動人士。
- 11月17日——
  - 和家馨：演員，是何豪傑之妻。
  - 范杰：導演、編劇。
- 11月20日——黃志偉：程式設計師。
- 11月22日——袁永興：主持人。
- 11月25日——白卿芬：研究家，曾任布里斯託大學社會政策研究學院副研究員、台灣經濟研究院副研究員。
- 11月28日——
  - 白雲，本名李國弘。男演員、諧星。
  - 阮橋本：殯葬業者。
- 12月5日——柯仁堅：歌手、吉他手、演員，是濁水溪公社主唱。
- 12月11日——朱康震：政治人物，是桃園縣政府新聞處末任處長。
- 12月12日——
  - 馮素蘭：演員。
  - 唐從聖：演員、配音員、主持人、模仿藝人、通告藝人。
- 12月13日——于正昇：配音員。
- 12月14日——王時齊：記者、主持人，是王時思之妹、劉建忻之妻。
- 12月21日——洪致文：教授、鐵道迷。
- 12月23日——陳淑華：政治人物。
- 12月25日——朱志鵬：政治人物、演員。
- 12月29日——廖慧珍：諧星、演員、通告藝人。

## 逝世
- 5月28日——郭國基，政治人物。黨外運動先驅。（1900年出生）
- 5月30日——江炳興，台獨運動參與者、白色恐怖受難者。因參與泰源事件遭蔣介石手諭死刑，遭槍決。（1939年出生）
- 5月30日——詹天增，台獨運動參與者、白色恐怖受難者。因參與泰源事件遭蔣介石手諭死刑，遭槍決。（1938年出生）
- 5月30日——鄭金河，台獨運動參與者、白色恐怖受難者。因參與泰源事件遭蔣介石手諭死刑，遭槍決。（1938年出生）
- 5月30日——謝東榮，台獨運動參與者、白色恐怖受難者。因參與泰源事件遭蔣介石手諭死刑，遭槍決。（1943年出生）
- 6月17日——謝緯，台灣基督長老教會牧師，醫療奉獻獎得主。（1916年出生）
- 11月5日——謝雪紅，革命家、政治人物。參與創建台灣共產黨，卒於中華人民共和國北京市。（1901年出生）